# Каєв (Лодзинське воєводство)
Каєв (пол. Kajew) — село в Польщі, у гміні Кросневиці Кутновського повіту Лодзинського воєводства.
Населення — 469 осіб (2011).
У 1975-1998 роках село належало до Плоцького воєводства.

## Демографія
Демографічна структура станом на 31 березня 2011 року:
|          | Загалом | Допрацездатний вік | Працездатний вік | Постпрацездатний вік |
| -------- | ------- | ------------------ | ---------------- | -------------------- |
| Чоловіки | 219     | 46                 | 148              | 25                   |
| Жінки    | 250     | 51                 | 132              | 67                   |
| Разом    | 469     | 97                 | 280              | 92                   |